# Zehnzeiler
Ein Zehnzeiler (auch Dekastichon) ist in der Verslehre eine aus zehn Versen bestehende Strophen- oder Gedichtform.
Als spezifische Formen sind zu nennen Málaháttr in der altnordischen, die Dizain in der französischen, und die Décima in der spanischen Dichtung.

## Beispiele
- Reimschema ababccdeed:

Zu Aachen in seiner Kaiserpracht,
Im altertümlichen Saale,
Saß König Rudolfs heilige Macht
Beim festlichen Krönungsmahle.
Die Speisen trug der Pfalzgraf des Rheins,
Es schenkte der Böhme des perlenden Weins,
Und alle die Wähler, die sieben,
Wie der Sterne Chor um die Sonne sich stellt,
Umstanden geschäftig den Herrscher der Welt,
Die Würde des Amtes zu üben.
(Friedrich Schiller, Der Graf von Habsburg)
- Reimschema ababcdecde:

My heart aches, and a drowsy numbness pains
My sense, as though of hemlock I had drunk,
Or emptied some dull opiate to the drains
One minute past, and Lethe-wards had sunk:
Tis not through envy of thy happy lot,
But being too happy in thine happiness,—
That thou, light-winged Dryad of the trees
In some melodious plot
Of beechen green, and shadows numberless,
Singest of summer in full-throated ease.
(John Keats, Ode to a nightingale)